# Иван Гудељ
Иван Гудељ (Имотски, 21. април 1960) јесте бивши хрватски фудбалер. Играо је на средини терена. 

## Клупска каријера
Фудбалску каријеру је започео у Мрачају из Руновића, у то време најозбиљнијем клубу у Имотској крајини. Још као пионир 1975. године дошао је у Хајдук на препоруку шефа омладинског погона Хајдука Андрије Анковића. Годину дана потом, Јосип Дуванчић га је прикључио првом тиму. 
Дебитовао је за Хајдук на Трофеју Марјан 1977. године, а први гол за сениорски тим Хајдука постигао је 1978. године у првенственој утакмици против Будућности. Било је 4 : 2 за Хајдук и пенал за „бијеле” у 90. минуту утакмице. Једанаестерце за Хајдук обично је изводио Ивица Шурјак, али тад је Јурица Јерковић, капитен Хајдука, позвао на извођење ударца с беле тачке Гудеља, који је, недуго пре тога, ушао у игру. У дресу сплитског Хајдука (1977—1986) одиграо је 362 утакмице и постигао 93 гола. Освојио је Куп маршала Тита (1984), а у сезони 1978/79. освајио је првенство Југославије (мада је тада одиграо само једну утакмицу). 
Гудељову сјајну каријеру прекинули су срчани проблеми, тачније хепатитис Б. Своју последњу утакмицу одиграо је против Црвене звезде 23. септембра 1986. на почетку сезоне 1986/87. Био је врло близу преласка у француски Бордо.

## Репрезентативна каријера
На првенству Европе за јуниоре (до 18 година) 1979. у Аустрији (коју је Југославија освојила победивши Бугарску) проглашен је за најбољег играча. 
Исте године, Гудељ се нашао на списку југословенског тима за Светско првенство за младе у Јапану. Југославија није успела да прође тешку групу у којој се, између осталих, налазила Аргентина, коју је тада предводио 18-годишњи Дијего Марадона. 
Невероватне игре Гудеља натерале су тадашњег тренера Миљана Миљанића да га премести у сениорску селекцију Југославије. 
У сениорској репрезентацији Југославије одиграо је 33 утакмице и постигао је три гола. Дебитовао је 1980. против Луксембурга (5 : 0), а последњи меч одиграо је 1986. у Бриселу против Белгије (3 : 1). 
Постао је капитен Југославије са само 21 годином. Учествовао је на Светском првенству 1982. у Шпанији и Европском првенству 1984. Због одличних партија, француски лист Лекип га је сврстао у идеални тим првенства 1982. Исте године, био је именован за најбољег југословенског фудбалера.

## Тренерска каријера
У тренерске воде упутио се 1990. Као тренер, највише је водио хрватске кадетске репрезентације. На Европском првенству за играче до 19 година  2001. у Енглеској освојио је бронзану медаљу (генерација Ника Крањчара). Такође је освојио 4. место на Европском првенству до 17 година 2005. у Италији.

## Приватни живот
Рођен је у граду Имотски, али је одрастао у оближњем селу Змијавци. Као дете, Гудељ је желео да буде свештеник. 
Још као дете био је статиста у ТВ серији Просјаци и синови.
Године 2019, снимљен је документарни филм о Ивану Гудељу под називом Иванова игра.

## Успеси

### Играчки
Клупски
- Куп Југославије: 1983/84.
- Првенство Југославије: 1978/79.

Репрезентативни
- Европско првенство за јуниоре: 1979.

Појединачни
- Најбољи играч на Европском првенству за јуниоре: Аустрија 1979.[3]
- Фудбалер године у избору Вечерњег листа: 1982.[3][4]